# Jo Teenstra
Johan Anko (Jo) Teenstra (Aduard, 10 augustus 1908 - Roden, 10 oktober 1995) was een Nederlandse burgemeester.

## Leven en werk
Teenstra werd in 1908 in Aduard geboren als zoon van de burgemeester Djurre Pieter Teenstra en Anna Helena de Boer.
Hij was volontair bij de gemeentesecretarie van Sappemeer voor hij in 1930 als tijdelijke klerk ter secretarie ging werken bij de gemeente Borger. Later was hij werkzaam als commies bij de gemeentesecretarie van de Groningse plaats Leek. Hij werd in 1945 door het toenmalige Militair Gezag aangewezen als waarnemend burgemeester van Noordbroek. Het aanblijven van de benoemde burgemeester Edema leverde ernstige bezwaren op bij het Militair Gezag, vandaar dat Teenstra in zijn plaats werd aangewezen. Edema werd geschorst en kreeg in 1946 alsnog eervol ontslag verleend. In 1946 werd Teenstra benoemd tot burgemeester van de toenmalige gemeente 't Zandt. Hij vervulde deze functie tot zijn pensionering op 1 september 1973 toen hem, op eigen verzoek, eervol ontslag werd verleend. Teenstra was gehuwd met Anke de Boer. Hij overleed in 1995 op 87-jarige leeftijd.